# Штимле (община)
Штимле (серб. Штимље) — община в Косово.
Занимаемая площадь — 134 км².
Административный центр общины — город Штимле. Община Штимле состоит из 22 населённых пунктов, средняя площадь населённого пункта — 6,1 км².

## Административная принадлежность
| Сербская позиция                                           | Албанская позиция                            |
| ---------------------------------------------------------- | -------------------------------------------- |
| входит в Косовский округ автономного края Косово и Метохия | входит в Урошевацкий округ Республики Косово |